# Helina sexmaculata
Helina sexmaculata är en tvåvingeart som först beskrevs av Preyssler 1791.  Helina sexmaculata ingår i släktet Helina och familjen husflugor. Arten är reproducerande i Sverige. Inga underarter finns listade i Catalogue of Life.